# Zębiełek okopcony
Zębiełek okopcony (Crocidura fumosa) – gatunek owadożernego ssaka z rodziny ryjówkowatych (Soricidae). Występuje endemicznie w Kenii na górze Kenia i w górach Aberdare, w trzech odizolowanych populacjach. Zamieszkuje wilgotne górskie lasy na wysokości 2600–3200 m n.p.m. Nic nie wiadomo na temat ekologii i stanu populacji tego gatunku. W Czerwonej księdze gatunków zagrożonych Międzynarodowej Unii Ochrony Przyrody i Jej Zasobów został zaliczony do kategorii VU (narażony). Największym zagrożeniem dla tego ssaka jest niszczenie lasów na potrzeby rolnictwa, pomimo faktu że ich siedliska znajdują się głównie w granicach parku narodowego.